# Avengers XXX: A Porn Parody
Avengers XXX: A Porn Parody ist eine amerikanische Porno-Parodie auf den Film Marvel’s The Avengers.

## Handlung
Die von Marvel Comics erfundenen Superhelden Iron Man, Thor, Hawkeye, Black Widow und Konsorten werden von Nick Fury zu einer Truppe versammelt und ergänzen sich mit ihren Superkräften beim Kampf gegen das Böse.

### Szenen
- Szene 1: Hawkeye & Black Widow
- Szene 2: Nick Fury & Sharon Carter
- Szene 3: Scarlet Witch & Ms. Marvel
- Szene 4: Thor & She-Hulk
- Szene 5: Spider-Man & Ms. Marvel

## Nominierungen
- AVN Awards 2013 in den Kategorien „Best Special Effects“ und „Best Supporting Actor“ (Lexington Steele)
- XBIZ Awards 2013 für die Kategorien „Parody Release of the Year – Drama“ sowie „Best Special Effects“, Brooklyn Lee und Dale DaBone beide als „Best Actress/Best Actor – Parody Release“ sowie Lexi Swallow in der Kategorie „Best Supporting Actress“
- XRCO Awards 2013 in der Kategorie „Best Parody (Comic Book)“
- NightMoves Award 2012 – Best Parody/Super Hero (Fan’s choice)

## Wissenswertes
- Der Film wurde drei Tage vor dem offiziellen Kinostart des Originalfilms auf DVD veröffentlicht.
- Im Unterschied zum Original sind auch die Charaktere Ms. Marvel, Sharon Carter, the Scarlet Witch, She-Hulk, Spider-Man und Spider-Woman (in einer Bonus-Szene) im Film zu sehen.
- Für die US-amerikanische Wrestlerin Chyna ist dies der fünfte Pornofilm.
- In einer Bonusszene ist Evan Stone als Thor mit Jenna Presley zu sehen.
- Kylie Ireland fungierte als Art Director.

## Fortsetzung
Aufgrund des großen Erfolgs drehte der Regisseur einen weiteren Teil: The Avengers XXX 2: Along Came a Spider: An Axel Braun Parody. Darsteller sind: Xander Corvus als Spider-Man, Josh Rivers als Captain America, Eric Masterson als Hawkeye, Juelz Ventura als Madame Hydra, Brendon Miller als Thor, Jayden James als Maria Hill, Seth Gamble als Winter Soldier, Rikki Six als Ms.Marvel, Penny Pax als Mockingbird, Melissa Kimbro als Wasp, Jazy Berlin als Black Cat, Eva Karera als Red Guardian und Lexington Steele als Nick Fury.